# Strange Guii
Hans Strange Guii (Holmestrand, 13 januari 1878 – aldaar, 7 maart 1917) was een Noorse zanger. 
Hij werd geboren in een koopmansgezin van Karl Guii. Hij vertrok voor een zangcarrière naar Christiania en nam daar ook les. Zijn stembereik bevond zich in het tenor/baritonregister. In 1906 zong hij een aantal concerten met sterpianist Martin Knutzen, maar nam even later toch de handelsonderneming van zijn vader over. In 1917 overleed hij, nog geen veertig jaar oud. 
Zijn naam wordt enkele malen genoemd bij optredens in:
- 17 februari 1906 in het Nationaltheatret onder leiding van Johan Halvorsen met het orkest van het theater in een programma met muziek van Edward Grieg
- 24 februari 1906 met Martin Knutzen
- 1, 19 en 30 maart 1906 met Martin Knutzen
- 1, 8 en 10 april 1906 met Martin Knutzen